# Floraí
Floraí là một đô thị thuộc bang Paraná, Brasil. Đô thị này có diện tích 191,133 km², dân số năm 2007 là 5174 người, mật độ 26,8 người/km².